# Walter Ruttmann
Walter Ruttmann (Frankfurt am Main, 1887. december 28. – Berlin, 1941. július 15.) német filmrendező, nevéhez több kísérleti, valamint dokumentumfilm készítése fűződik.

## Élete, pályája
Zürichben építészetet, Münchenben festészetet tanult. Az első világháborúban a fronton harcolt. 1919-ben reklámfilmek készítésével kezdte pályáját, az 1920-as évek elején kísérleti jelleggel rövid absztrakt filmeket forgatott (Opus I. – IV.). Ő készítette el Fritz Lang Niebelungok-filmjének egyik részletét, később animációs filmrészleteket forgatott, díszlettervezőként is dolgozott. Legismertebb, filmtörténeti jelentőségű munkája a Berlin, egy nagyváros szimfóniája című dokumentumfilm (1927), melyben a német főváros egy hétköznapját ábrázolta aprólékos hitelességgel. Hasonló szellemben készítette 1929-ben következő dokumentumfilmjét, A világ melódiájá-t. Közreműködött Abel Gance (A világ vége) és Jean Renoir (Éjszaka a keresztúton) filmjeinek vágási munkáiban. A kezdetben teljesen apolitikusnak indult, elsősorban formai megoldások iránt érdeklődést mutató rendező később a nemzetiszocialista ideológia hatása alatt a nácizmust, a német fegyveres erőt magasztaló filmeket készített. Új propagandafilmje forgatása közben a keleti fronton megsebesült, néhány nap múlva egy berlini kórházban halt meg.

## Fontosabb filmjei
- 1921: Opus I.-II. (rövidfilmek)
- 1924: Opus III.
- 1925: Opus IV.
- 1927: Berlin, egy nagyváros szimfóniája (Berlin: Die Sinfonie der Großstadt)
- 1929: A világ melódiája (Melodie der Welt)
- 1930: Weekend  (Wochende)